# Pugny-Chatenod
Pugny-Chatenod – miejscowość i gmina we Francji, w regionie Owernia-Rodan-Alpy, w departamencie Sabaudia.
Według danych na rok 1990 gminę zamieszkiwały 622 osoby, a gęstość zaludnienia wynosiła 116 osób/km² (wśród 2880 gmin regionu Rodan-Alpy Pugny-Chatenod plasuje się na 1046. miejscu pod względem liczby ludności, natomiast pod względem powierzchni na miejscu 1488.).